# Young-Jo Lee
Young-Jo Lee (이영조 Lee Young-Jo; Seoel, 17 april 1943) is een Zuid-Koreaans componist, muziekpedagoog en dirigent. 

## Levensloop
Lee werd geboren in een muzikale familie, zijn vader Heung Rayl Lee (1909-1980) was eveneens componist en schreef meer dan 400 liederen. De eerste muziekles (muziektheorie, solfège en piano) kreeg Young-Jo ook van zijn vader en van diens vriend, de componist Dong Jin Kim (muziektheorie en compositie). Op 14-jarige leeftijd leerde hij ook de klarinet en het hoorn te bespelen. Hij studeerde aan de Yonsei Universiteit in Seoel bij Un-Young Na (1922-1993) en behaalde zowel zijn Bachelor of Music (1968) als zijn Master of Music (1970). 
Alhoewel zijn compositieleraar hem adviseert had, dat het belangrijk was in zijn composities traditionele Koreaanse materialen te gebruiken, kon hij een generaal van het Amerikaanse leger tijdens de Koreaanse Oorlog niets verklaren, wat de traditionele Koreaanse muziek gewoon uitmaakte. 
Na de oorlog wilde hij daaraan wat veranderen en begon in zijn composities traditionele elementen te verwerken. Verder leerde hij diverse speciale instrumenten te bespelen, vooral de hyangpiri (een soort Koreaanse blokfluit), de piri (een traditioneel Koreaans blaasinstrument met 8 vingergaten, goed te vergelijken met de hobo), de changgo (een horlogeglastrom) en de danso (een traditionele Koreaanse fluit met 5 vingergaten). Hij studeerde dat bij Jae-Guk Jung aan de Traditional Arts School van de Korea National University of Arts. Bij deze leraar studeerde hij verder traditionele muziektheorie en schreef tegelijkertijd zijn eerst groot werk, een Kyung (경, 經) - (boeddhistisch lied) voor traditioneel Koreaans slagwerk en mannenkoor. 
In 1975 studeerde hij aan de Hochschule für Musik und Theater in München bij Carl Orff. Orff was zeer geïnteresseerd in de compositie Kyung (경, 經) (boeddhistisch lied), omdat er traditionele Koreaanse elementen in verwerkt waren. Omdat Orff toen al erg ziek was, kon Lee slechts 1 jaar bij hem studeren en vervolgens werd zijn docent aldaar Wilhelm Killmayer. Tegelijkertijd studeerde hij musicologie bij Rudolf von Ficker en Walter Riezler. In 1980 ging hij terug naar Korea en werd docent aan de Yonsei Universiteit in Seoel.  
Tussen 1985 en 1987 werkte hij in Boedapest, Amsterdam en Würzburg als gast-componist gedurende de Nieuwe Muziek Festivals door de International Society of Contemporary Music (ISCM). 
Zijn studies voltooide hij bij Jack Good aan het American Conservatory of Music Chicago en promoveerde tot Ph.D. (Philosophiæ Doctor) met de Koreaanse opera Choyong (1987-1989). De opera verwerkt Koreaanse sprookjes en folkloristische elementen in de muziek. Als bekroning van het geweldige succes van deze opera ontving hij de Chae Dongsun Composition Award door de Koreaanse Kunst critici federatie in 1988. Zijn tweede opera Whangjinie beleefde na de première in Korea een internationale reputatie met uitvoeringen in de Volksrepubliek China (2000), Japan (2001), Verenigde Staten (2002) en Vietnam (2004). In 2001 ontving hij voor deze opera de Best Compositional Award van de Korean Composer‘s Association. 
Hij werd docent aan de American Conservatory of Music in Chicago en al 1 jaar later werd hij bestuurslid van de afdeling muziektheorie en compositie van deze instelling. Hij bleef in deze functie tot 1994. Daarna ging hij terug naar Zuid-Korea en werd aldaar professor voor compositie aan de Korean National University of Arts (KNUA), "School of Music". In 1997 werd hij benoemd tot Decaan van de muziekafdeling van deze universiteit. In 2001 werd hij directeur van het Korean Symphony Orchestra en in 2002 dirigent van de vocale groep Musica Anima. In 2004 was hij uitgenodigd gedurende het 26e Wereld Muziek Festival georganiseerd door de International Society of Contemporary Music (ISCM) in Moskou. In 2005 was hij een soort "uitgenodigd huiscomponist" gedurende het Koreaanse Muziekfestival dat georganiseerd werd door het Conservatorium Maastricht. 

## Composities

### Werken voor orkest
- 1993 Symfonie
- 1999 Concert, voor piri en orkest
- 2002 Requiem for Strings, voor strijkorkest
- Bacarole, voor cello en orkest
- Encounter-3, voor strijkers

### Werken voor harmonieorkest
- 1997 Sori (sound), voor harmonieorkest - première: 1997 tijdens de 8e Conferentie van de World Association for Symphonic Bands and Ensembles (WASBE) in Schladming

### Muziektheater

#### Opera's
| Voltooid in | titel                    | aktes       | première             | libretto      |
| ----------- | ------------------------ | ----------- | -------------------- | ------------- |
| 1987        | Choyong (Tcheo Yong)     |             | 1987 Seoel           | Ei-Kyoung Kim |
| 1999        | Hwan Jin Yi (Whangjinie) | 4 bedrijven | 15 april 1999, Seoel | Sang Koo      |

### Vocale muziek

#### Oratoria
- 1995 Stabat Mater, Bijbels oratorium
- 2001 Sadosinkyung (the Apostles' Creed), oratorium

#### Cantates
- 2002 Isaiah, cantate

#### Werken voor koor
- 1980 Seungmu, voor mannenkoor
- 1983 Walljungmung, voor mannenkoor
- 1985 Nongmu, voor mannenkoor
- 1986 Three songs for Easter, voor mannenkoor
- Kyung (경, 經) (Boeddhistisch lied), voor slagwerk (Mok-Tak, Zing en Buk) en mannenkoor (T.T.B.B.)

#### Liederen
- Silk fogs, voor zangstem en piano
- Sori nr. 5, voor zangstem, blazers, strijkers en slagwerk
- Three psalms, voor mezzosopraan en hoorn 
  1. Psalm 1
  2. Psalm 8
  3. Psalm 113

### Kamermuziek en solo voor instrumenten
- 1982 Muni, voor klarinet, altviool en piano
- 1983 Seorabul, voor piccolo, 3 dwarsfluiten en slagwerk
- 1989 Monologue and dialogue, voor cello en piano
- Amusement, voor viool solo
- Amusement, voor viool en piano
- Dodri, voor cello en changgo (een horlogeglastrom)
- Doori Nori, voor viool en piano
- Seshi Nori, voor klarinet, viool en piano
- Song of Songs, voor altviool
- Sori che 3-pŏn (Sori nr. 3), voor klarinet solo
- Sori che 6-pŏn (Sori nr. 6), voor hoorn solo
- Sori nr. 10, voor altsaxofoon solo
- Sori nr. 11, voor contrabas solo
- Sori nr. 13, voor trompet solo

### Werken voor orgel
- Cosmos one
- Sori nr. 8

### Werken voor piano
- 1983 Variations on the theme of Baugogae
- 1983 Variations for 3B
- 1984 Variations on a Theme of Schubert
- 1998 Five Korean Legends
- 1998 Tchum - Korean dance suite
- 2005 Fantasie
- 2010 Piano Honza Nori
- 12 Burlesken
- Bongsunhwa

### Werken voor slagwerk
- 1984 Isang’s Poem nr. 6, voor slagwerkensembJo Lee, Youngle
- 1988 Kosmos two, voor bandrecorder en slagwerk
- Amusement, voor slagwerk

## Publicaties
- The Horn and Opera, D.M.A. dissertation - American Conservatory of Music, 1989. 99 p.